# Слепой Орион ищет восход солнца
«Слепой Орион ищет восход солнца» (фр. Orion aveugle cherchant le soleil) — картина Николы Пуссена. Написана в 1658 году по заказу Мишеля Пассара. Хранится в Метрополитен-музее.

## Описание
Сцена картины была вдохновлена сочинениями сирийского писателя Лукиана о древнегреческой мифологии.
На переднем плане картины изображен великан Орион с Кедалионом на плечах, который указывает ему путь к солнцу. По древнегреческому мифу, Орион пытался взять себе в жены Меропу, дочь Энопиона. За попытку ее изнасиловать Энопион ослепил великана. Бог-кузнец Гефест поручил Кедалиону вывести ослепленного Ориона к солнцу, от которого тот прозреет.
Задний план картины изображен в ярких тонах, что должно указывать на скорый восход солнца, которое еще прячется за горой, подсвечивая облака. Персонаж, изображенный на облаках, — бог солнца Гелиос, который указывает на близость Ориона к своей цели. Персонаж на земле обращается к Кедалиону и указывает ему дорогу. Кедалион на плечах Ориона обращается к нему, очевидно, направляя в нужном направлении.
На картине изображена типичная средиземноморская растительность, яркие краски которой вместе со светом между облаками создают впечатление райских земель. Пни от поваленных деревьев символизируют стремительность движения Ориона и одновременно придают картине немного апокалиптического характера, контрастируя с идиллически изображенной природой.
Картина Пуссена играет значительную символическую роль в книге французского писателя Клода Симона «Слепой Орион».